# Northumberland International 1981
Die Northumberland International 1981 im Badminton fanden am 13. und 14. November 1981 in Ashington, Northumberland, England, statt.

## Finalresultate
| Disziplin    | Sieger                        | Finalist                     | Ergebnis           |
| ------------ | ----------------------------- | ---------------------------- | ------------------ |
| Herreneinzel | Nick Yates                    | Andy Goode                   | 14–18, 15–3, 15–4  |
| Dameneinzel  | Helen Troke                   | Gillian Clark                | 11–4, 11–8         |
| Herrendoppel | Andy Goode Gary Scott         | Dan Travers Alex White       | 15–11, 11–15, 15–6 |
| Damendoppel  | Gillian Clark Barbara Beckett | Barbara Sutton Helen Troke   | 15–10, 15–9        |
| Mixed        | Dan Travers Christine Heatly  | Derek Talbot Jillian Pringle | 15–11, 15–11       |